# Pseudotorymus euphorbiae
Pseudotorymus euphorbiae är en stekelart som beskrevs av Zerova och Seryogina 1999. Pseudotorymus euphorbiae ingår i släktet Pseudotorymus och familjen gallglanssteklar.
Artens utbredningsområde är Ukraina. Inga underarter finns listade i Catalogue of Life.